# 野村修
野村 修（のむら おさむ、1930年10月9日 - 1998年4月23日）は、日本のドイツ文学者、翻訳家。京都大学名誉教授。

## 来歴
千葉県市川市生まれ。京都大学卒業。『新日本文学』に拠って、ブレヒト、ベンヤミンなどについて研究、翻訳。京大教養部助教授、教授、1994年定年退官、名誉教授。梅花女子大学教授。1998年肝不全のため死去。

## 著書
- 『暴力と反権力の論理』（せりか書房） 1969
- 『ブレヒト・ノート』（晶文社） 1969
- 『スヴェンボルの対話 ブレヒト・コルシュ・ベンヤミン』（平凡社選書） 1971
- 『ベンヤミンの生涯』（平凡社選書） 1977.1、平凡社ライブラリー、1993
- 『バイエルン革命と文学』（白水社） 1981.2
- 『ビーアマンは歌う』（晶文社） 1986.2
- 『ブレヒトの世界』（御茶の水書房、あごら叢書） 1988.1
- 『彗星のように 20世紀を生きた三人の女性』（平凡社） 1990.1

### 共編著
- 『ドイツ革命』（平凡社、ドキュメント現代史2） 1972
- 『ドイツ語の本』（池田浩士, 好村冨士彦共著、三一書房） 1977.3
- 『ドイツの詩を読む』（白水社） 1993.3

## 翻訳
- 『リルケと共に』（ルー・アルベール・ラザール、高安国世共訳、新潮社） 1954
- 『マルクス その思想の歴史的・批判的再構成』（カール・コルシュ、未来社） 1967
- 『ボルシェヴィズムの歴史』（アルトゥーア・ローゼンベルク、晶文社） 1968
- 『ヨーロッパ労働運動史』（W・アーベントロート、合同出版） 1968
- 『わが友ベンヤミン』（ゲルショム・ショーレム、晶文社） 1978.1
- 『危機のなかのマルクス主義 カール・コルシュ政治論集』（編訳、れんが書房新社） 1986.2
- 『ヨーロッパ革命の前線から』（ラリサ・ライスナー、平凡社、20世紀メモリアル） 1991.1

### ベルトルト・ブレヒト
- 『ブレヒト詩集』（飯塚書店、世界現代詩集） 1959
- 『亡命者の対話』（ベルトルト・ブレヒト、現代思潮社） 1963
- 『ブレヒトの詩』（河出書房新社、ベルトルト・ブレヒトの仕事3） 1972
- 『ブレヒト青春日記』（晶文社、ブレヒト・コレクション） 1981.4
- 『家庭用説教集』（長谷川四郎共訳、晶文社、ブレヒト・コレクション） 1981.6
- 『亡命者の対話』（晶文社、ブレヒト・コレクション） 1981.8
- 『ブレヒト愛の詩集』（晶文社） 1984.1
- 『ブレヒト全書簡』（晶文社） 1986.12
- 『ブレヒト詩集』（土曜美術社出版販売、世界現代詩文庫） 2000.11

### H・M・エンツェンスベルガー
- 『政治と犯罪 国家犯罪をめぐる八つの試論』（エンツェンスベルガー、晶文社） 1966
- 『ハバナの審問』（H・M・エンツェンスベルガー、晶文社） 1971
- 『スペインの短い夏』（H・M・エンツェンスベルガー、晶文社） 1973
- 『タイタニック沈没』（H・M・エンツェンスベルガー、晶文社） 1983.5
- 『霊廟 進歩の歴史からの37篇のバラード』（H・M・エンツェンスベルガー、晶文社） 1983.9
- 『人間好き ディドロについての対話』（H・M・エンツェンスベルガー、晶文社） 1987.5
- 『ドイツはどこへ行く?』（H・M・エンツェンスベルガー、石黒英男共訳、晶文社） 1991.11
- 『国際大移動』（H・M・エンツェンスベルガー、晶文社） 1993.8
- 『冷戦から内戦へ』（H・M・エンツェンスベルガー、晶文社） 1994.12

### ヴァルター・ベンヤミン
- 『暴力批判論』（高原宏平共訳、晶文社、ヴァルター・ベンヤミン著作集1） 1969
- 『ボードレールにおける第二帝政期のパリ』（晶文社、ヴァルター・ベンヤミン著作集6） 1975
- 『書簡 1 1910-1923』（晶文社、ヴァルター・ベンヤミン著作集14） 1975
- 『新しい天使』（晶文社、ヴァルター・ベンヤミン著作集13） 1979.8
- 『子どものための文化史』（ヴァルター・ベンヤミン、小寺昭次郎共訳、晶文社） 1988.4、のち平凡社ライブラリー
- 『ボードレール』（ヴァルター・ベンヤミン、岩波文庫） 1994.3
- 『暴力批判論』（ヴァルター・ベンヤミン、岩波文庫） 1994.3
- 『ベンヤミン / アドルノ 往復書簡 1928-1940』（ヘンリ・ローニツ編、晶文社） 1996.7

## 参考
- 著書の紹介文、新聞の死亡記事